# Deurganckdok

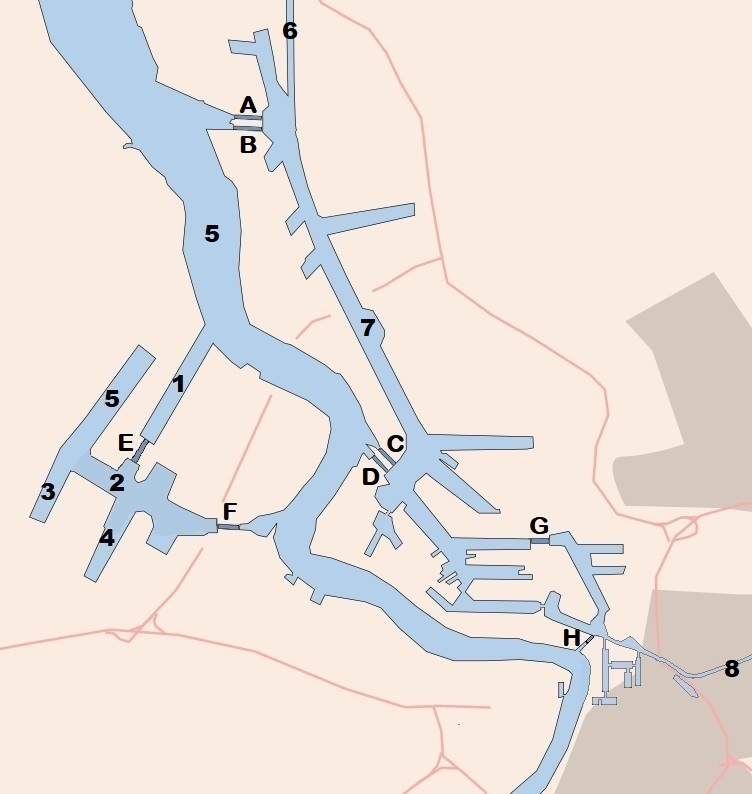
1 = Deurganckdok
E = Écluse du Kieldrecht
5 = L'Escaut
2 = Waaslandcanaal qui est l'épine dorsale du Port du Pays de Waes.
Localisation sur la rive gauche de l'Escaut. Zone grise : l'agglomération anversoise.

Le Deurganckdok est un bassin du port d'Anvers (le mot néerl. dok désignant un bassin), aménagé sur la rive gauche (occidentale) de l’Escaut, à peu de distance au sud du village de Doel, et mis en service en juillet 2005. Il s’agit d’un bassin à marée, c'est-à-dire qu’il communique directement (sans interposition d’écluses) avec le fleuve — et, de là, avec la mer du Nord —, ce qui permet aux navires d'arriver à quai beaucoup plus rapidement ; en contrepartie, ce type de bassin présente l’inconvénient que le niveau d’eau varie au gré des marées.
Pour plusieurs raisons, tant écologiques qu’économiques, ce bassin a fait dès sa planification l’objet de controverses. Il représente la première étape d’une deuxième phase d’expansion du port d’Anvers sur les plaines de la rive gauche de l’Escaut — la première phase, intervenue grosso modo dans la seconde moitié de la décennie 1970 et dans la première moitié de la décennie 1980, ayant abouti à la réalisation du port du Pays de Waes, port à flot, constitué d’un bassin-canal auquel s’articulent cinq darses de vastes dimensions, sis un peu au sud du nouveau bassin Deurganckdok, lui-même situé un peu au sud de l’actuel village de Doel.
Le bassin doit son nom au Deurganck, ancienne petite branche de l’Escaut, qui naguère séparait Doel, au nord, d’avec Liefkenshoek, au sud, et qui se trouvait à l’emplacement actuel du bassin. On rencontre aussi parfois le nom du Deurganckdok sous une forme francisée, bassin de Deurganck ou darse de Deurganck.

## Caractéristiques
D’une longueur de 2,6 kilomètres, d’une largeur de 450 mètres, et d’une profondeur de 17 mètres, le Deurganckdok est en mesure d’accueillir sans difficulté les navires porte-conteneurs de la dernière génération. Le bassin comporte au total plus de 5 kilomètres de quais d’amarrage et pourra, une fois arrivé à pleine capacité opérationnelle, manutentionner de 6 à 7 millions d’ÉVP (c'est-à-dire de conteneurs de 6 mètres de long environ) par an. Cela en fait le plus grand bassin à marée du monde ; grâce au Deurganckdok, le port d’Anvers est en voie de doubler sa capacité de traitement de conteneurs. Lorsque les terminaux seront entièrement opérationnels, un poids lourd quittera les quais du bassin en moyenne toutes les 3 secondes.
La totalité de la face ouest du bassin sera exploitée par la firme de manutention Hesse–Noord Natie, devenue une filiale de PSA (Port of Singapore Authority). La longueur totale des quais de ce terminal, dénommé Deurganck Terminal, s’élève à 2 750 mètres, la superficie totale à quelque 200 hectares. Il est équipé de 24 grues à conteneurs et de 130 chariots cavaliers. Le terminal pourra être exploité à plein rendement à partir de 2007; il aura alors une capacité de plus de 4 millions d’ÉVP par an. PSA Hesse-Noord Natie prévoit d’y créer aux alentours de 1 250 postes de travail.
Le terminal à conteneurs Antwerp Gateway occupe toute la façade est du bassin. Doté d’une longueur de quai totale de 2 470 mètres et d’une superficie de 126 hectares, il sera à même, une fois rendu pleinement opérationnel, de développer une capacité maximale de 3,5 millions d’ÉVP annuels. Il est doté de 20 grues à conteneurs et d'un système automatisé de traitement des conteneurs. Ce terminal est appelé à générer quelque 1 500 emplois. Les actionnaires d’Antwerp Gateway sont P&O Ports, Cosco Pacific, P&O Nedlloyd, CMA-CGM et Duisport.
L’emploi direct sur ces deux nouveaux terminaux atteindrait ainsi, à pleine exploitation, 3 000 travailleurs ; l’emploi total du Waaslandhaven augmenterait d’un tiers, passant de 10 000 personnes fin 2003, à 13 000, grâce au Deurganckdok.
Le coût du projet s’est finalement élevé à 634 millions d’euros, soit moitié plus que ce qui avait été prévu à l’origine. Si on y ajoute les travaux d’infrastructure (routes, voies ferrées, etc.) nécessaires à la mise en accessibilité du bassin, le coût final pourrait bien s’élever à 3 milliards d’euros.
Il est également envisagé de construire une nouvelle écluse à l’extrémité sud du Deurganckdok, laquelle relierait celui-ci aux bassins du Waaslandhaven, afin de remédier à la saturation du Kallosluis, seule écluse à l’heure actuelle qui fait communiquer le Waaslandhaven avec le fleuve. Cette nouvelle écluse dépasserait en capacité l’écluse de Berendrecht et serait ainsi la plus vaste écluse du monde.

## Plans et construction
Le Deurganckdok inaugure la deuxième phase de l’extension du port d'Anvers sur la rive gauche de l’Escaut. Les planificateurs des années 1960 avaient prévu de transformer en zone portuaire toute l’étendue de la rive occidentale du fleuve, depuis la localité de Kallo jusqu’à la frontière hollandaise. Dans les années 1970 et dans la première moitié des années 1980 ne fut cependant réalisé que l’actuel Waaslandhaven (situé entre Kallo, au sud, et Doel, au nord) ; à la suite des résistances, et surtout de la récession économique qui fit douter de l’opportunité de construire d’autres bassins encore, l’on s’en tint là ; en 1978, un cordon de sécurité, dite ligne De Bondt (ainsi nommée d’après le sénateur CVP Ferdinand De Bondt), fut même tracé sur le plan de secteurs : la partie de la plaine (et en particulier le marais de Doel) s’étendant au nord de ladite ligne verrait son caractère rural préservé.
L’on eut tort cependant de croire à un statu quo définitif : certes, le projet de canal de Baalhoek, néerl. Baalhoekkanaal (lequel, filant tout droit vers le nord-ouest, devait relier le Waaslandhaven directement à l’estuaire de l’Escaut, en territoire hollandais), avait définitivement été abandonné par l’Administratie Waterwegen en Zeewezen (ministère des Voies navigables et des Affaires maritimes) de l’autorité régionale flamande, mais celle-ci fit néanmoins litière de la ligne De Bondt, en concevant, à partir de 1995, le plan du Deurganckdok, à réaliser au nord de cette ligne. Le 20 janvier 1998, le gouvernement flamand en approuva la construction, et les premiers travaux débutèrent en octobre 1999. Peu après cependant s’engagea une intense bataille juridique entre d’une part le gouvernement flamand, et d’autre part le Comité d’action Doel 2020, le groupe de travail Natuurreservaten Linkeroever-Waasland (‘Réserves naturelles Rive gauche & Pays de Waes’) et le Vlaams Agrarisch Centrum (‘Centre agraire flamand’). En raison de vices entachant la procédure de modification du plan de secteurs telle que suivie par le gouvernement flamand, le Conseil d’État suspendit à deux reprises (en juin 2000 et en mars 2001) les permis de bâtir qui avaient été délivrés après la modification du plan de secteurs. À la suite de la deuxième suspension, les travaux restèrent interrompus pendant plusieurs mois.

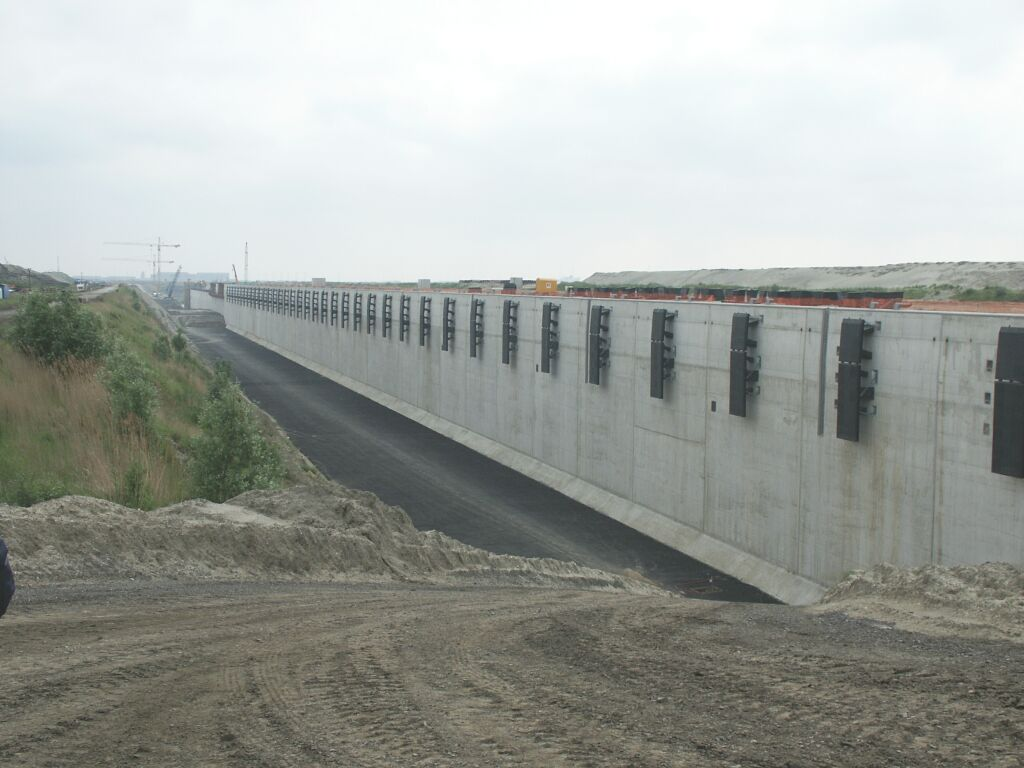
Le Deurganckdok en cours de construction. Les masses de terre à gauche de la paroi du quai restent encore à déblayer.

La suspension des travaux coûtait à la Région flamande environ 18 millions de FB (450 mille euros actuels) par jour, sous forme d’actions en dommages-intérêts, de frais d’entretien, de remboursement de prêts et de divers manques à gagner. Afin de contourner de nouvelles condamnations par le Conseil d’État, le parlement flamand adopta le 14 décembre 2001 ce qu’il est convenu d’appeler le décret de validation ou décret d’urgence (validatiedecreet ou nooddecreet, la région flamande donnant à ses textes législatifs l’intitulé de décret), aux termes duquel il n’est plus nécessaire, pour les travaux du Deurganckdok, de s’en référer au plan de secteurs, ce à l’encontre de la réglementation normale ; les permis de bâtir délivrés par le ministre des travaux publics sont entérinés par le parlement flamand, de sorte qu’aucun recours devant le Conseil d’État n’est plus désormais possible. Les travaux purent ainsi reprendre, sur la base des permis de bâtir votés au parlement régional, le 13 avril 2002.
 
Le 18 février 2005, les premiers m³ d’eau s’écoulèrent de l’Escaut vers le nouveau bassin, et l’inauguration officielle eut lieu le 6 juillet 2005, en présence de sa Majesté le roi Albert II, le ministre-président flamand Yves Leterme, le ministre flamand des Travaux publics, de l’Énergie et de l’Environnement Kris Peeters et du ministre flamand des Finances, du Budget et de l’Aménagement du Territoire Dirk Van Mechelen. Le 14 septembre 2005, la première partie du bassin était ouverte à la navigation, et le 19 septembre, le premier porte-conteneurs y déchargeait sa cargaison.

## Un ouvrage controversé
Controversé, ce bassin le fut dès le départ, en raison de ses effets écologiques et humains considérables : la perte de vastes étendues de terres fertiles ; la mise en péril d’un village (Doel) et du marais dont il est le centre, village et marais qui ne sont pas sans intérêt historique et paysager ; l’atteinte portée à l’habitat faunique (berges, vasières, prés salés), à laquelle la Région flamande, tenue d’appliquer la directive Oiseaux de la Commission européenne, tente, en concertation avec des associations de protection de l’environnement, de remédier par un ensemble de onze « mesures compensatoires » (natuurcompenserende maatregelen), parmi lesquelles la création, notamment dans le polder de Doel, de zones réservées pour oiseaux des champs (weidevogelgebieden), mais qu’à leur tour les cultivateurs accusent de porter préjudice à leur activité, les oiseaux attirés dans ces zones venant fourrager dans leurs semis.
Cependant, c’est avant tout pour des raisons d’ordre économique que le bassin continue aujourd’hui de faire l’objet de controverses. En effet, s’agissant d’une infrastructure purement logistique, le Deurganckdok représente une rupture avec la voie suivie depuis plusieurs décennies, laquelle, consistant à coupler activité portuaire et industrie de transformation, a fait du port d’Anvers non seulement un centre de manutention et d’entreposage, mais aussi une zone industrielle très active, et plus particulièrement le deuxième centre pétrochimique du monde. Or, comme l’a démontré en 2007 une étude de la Banque nationale de Belgique, les activités non maritimes du port, en particulier la pétrochimie et l’industrie automobile, ont, selon les estimations, un effet de levier économique dix fois supérieur à celui de la logistique pure. Cette dernière apporte relativement peu de valeur ajoutée, est plus néfaste du point de vue écologique, et exige de lourds investissements en infrastructure. Le Deurganckdok tend à faire du port d'Anvers une grande plaque tournante pour des millions de conteneurs, lesquels, bien que ne faisant que transiter (et générant peu de valeur ajoutée), mettent néanmoins à forte contribution le réseau routier local, déjà sursollicité pourtant, au détriment de l’accessibilité des autres activités du port (construction automobile et chimie, à haute valeur ajoutée).
Le Deurganckdok se révèle être un ouvrage particulièrement onéreux, ayant jusqu’ici (2007) coûté 650 millions d’euros, soit une fois et demie la somme prévue. Au prix total des travaux de construction eux-mêmes, il faut ajouter le coût des nouvelles routes, voies ferrées, etc. nécessaires à sa mise en accessibilité, et aussi les frais d’entretien du bassin (quelques dizaines de millions d’euros par an, à charge de la région flamande) : s’agissant d’un bassin à marée, le fleuve tend à y déposer assez rapidement des sédiments (sable et boue) qui nécessitent des travaux de dragage réguliers pour y maintenir une profondeur suffisante.
En 2007, 1,6 million de conteneurs (ÉVP) ont été manutentionnés en 2007, ce qui reste très en deçà de la capacité du bassin, qui est de 7,5 millions. De plus, cette croissance est pour bonne partie attribuable à une grève dans le port concurrent de Rotterdam.

## Le spectre duSaeftinghedok
Si le bien-fondé du Deurganckdok est contesté, à plus forte raison l’opportunité est-elle mise en doute de construire un autre bassin à marée encore, le futur Saeftingedok, similaire au Deurganckdok, plus en aval sur l’Escaut (c'est-à-dire au nord du Deurganckdok), et dont le projet prend des contours de plus en plus précis. Le Saeftinghedok, bordé de 7 km de quais, serait 20 % plus vaste que le Deurganckdok. Sa localisation n’a pas encore été arrêtée, mais le lieu qui aurait la préférence des planificateurs correspond à l’emplacement même du village de Doel ; ce serait donc, pour ce village, le coup de grâce.
Aucune décision officielle n’a été prise à ce jour, mais l’autorité portuaire anversoise, et en particulier l’échevin aux affaires portuaires Marc Van Peel, mettent la pression pour que ce nouveau bassin à marée soit inscrit à l’ordre du jour politique: attendu que le Deurganckdok aura atteint la limite de sa capacité en 2013 ou 2014 (si l’on extrapole sa croissance actuelle), et compte tenu des délais de réalisation d’un tel ouvrage, la décision doit absolument être prise dès cette année 2008.
Cependant, les élus locaux du Pays de Waes (Jos Stassen p.ex.) ne sont pas les seuls à presser le gouvernement flamand à revenir sur ses intentions ; quelques économistes éminents, comme Geert Noels, ont joint leur voix aux leurs. Ils arguent que la persistance de la croissance actuelle du trafic conteneurs n’est pas une certitude: un plafond pourrait être atteint d’ici quelques années. Si l’on y ajoute que la capacité du Deurganckdok est susceptible d’être augmentée sensiblement (la durée de séjour d’un conteneur dans le port d’Anvers est en moyenne de six jours, alors qu’elle n’est que de trois jours à Singapour p.ex.; en travaillant sur ce paramètre, il devrait donc être possible de doubler la capacité du bassin), le point de saturation n’est pas à l’horizon 2013, et le seul Deurganckdok serait en mesure de faire face à l’augmentation du trafic bien au-delà de cette date. D’autre part et surtout, ces deux bassins (Deurganckdok et Saeftinghedok) tournant à plein régime engendreraient un flux de conteneurs que le réseau de voies de communication ne serait pas en état de résorber, et menaceraient d’asphyxier la région anversoise.

## Découvertes archéologiques
En 2000, lors du creusement du Deurganckdok, les épaves de deux navires anciens furent découvertes, et des fouilles archéologiques durent être effectuées d’urgence. L’on mit au jour deux cogues, type de navire de commerce hauturier, courant au Moyen Âge et naviguant entre les ports de la ligue hanséatique, en mer du Nord et en mer Baltique : une grande, bien conservée, mesurant 21m de long et 7m de large, et une autre, plus petite, en moins bon état. Des analyses dendrochronologiques permirent d’établir que la première, qui reçut le nom de « cogue de Doel », date du XIVe siècle et que le bois de chêne dont elle est constituée provient du nord-ouest de l’Allemagne ; la seconde cogue, du XIVe siècle également, est originaire de la zone baltique. Une maquette de la cogue de Doel est visible au bezoekerscentrum (musée d’histoire locale), ouvert depuis septembre 2007 au fort de Liefkenshoek.
D’autre part, sur la rive nord de l’ancien Deurganck, près de l’endroit où celui-ci débouche dans l’Escaut, des traces ont été découvertes d’un site de peuplement, dont il n’est fait mention dans aucune source écrite. Ce site, qui présente une structure régulière, fut implanté en 1407 et disparut dans les flots en 1424 à la suite d'une inondation.